# História cultural do Brasil
A história da cultura do Brasil é um contínuo processo de amalgamento e miscigenação cultural, a partir de três eixos centrais (o ameríndio, o ibérico e o africano) junto de todas as influências fronteiriças e migratórias sofridas ao longo dos séculos. Na literatura, nas artes plásticas, nas artes cênicas, na música, entre outras, esta mistura de tradições criou uma cultura singular que é a marca do país.

## Cultura indígena
O indígena brasileiro é caracterizado pela representação da sua rica arte plumária e por exuberante pintura corporal. Apesar disso, a cultura e os conhecimentos dos indígenas sobre a terra foram determinantes durante a colonização, influenciando a língua, a culinária, o folclore e o uso de objetos caseiros diversos como a rede de descanso. Um dos aspectos mais notáveis da influência indígena foi a chamada língua geral (Língua geral paulista, nheengatu), uma língua derivada do tupi-guarani com termos da língua portuguesa que serviu de língua franca no interior do Brasil até meados do século XVIII, principalmente nas regiões de influência paulista e na região amazônica. O português brasileiro guarda, de fato, inúmeros termos de origem indígena, especialmente derivados do Tupi-Guarani. De maneira geral, nomes de origem indígena são frequentes na designação de animais e plantas nativos (jaguar, capivara, ipê, jacarandá, etc.), além de serem muito frequentes na toponímia por todo o território.
A influência indígena é também forte no folclore do interior brasileiro, povoado de seres fantásticos como o curupira, o saci-pererê, o boitatá e a iara, entre outros. Na culinária brasileira, a mandioca, a erva-mate, o açaí, a jabuticaba, inúmeros pescados e outros frutos da terra, além de pratos como os pirões, entraram na alimentação brasileira por influência indígena. Essa influência se faz mais forte em certas regiões do país, em que esses grupos conseguiram se manter mais distantes da ação colonizadora, principalmente em porções da Região Norte do Brasil.

## Arcadismo
O arcadismo ou setecentismo brasileiro (1768–1808) foi um movimento artístico com base no modelo europeu que vigorava, marcado pelo desejo de retomar os costumes e métodos de vida simples e bucólicos, desejo ao qual era defendido como ideal, pois tinha como objetivo a intimidade com a natureza e combater os exageros do estilo Barroco, pregava uma vida balanceada e simples (Aureum Mediocretas), o aproveitamento melhor da vida (carpe diem) e o retorno aos modelos clássicos. Por isso também é chamado de Neoclassicismo, de modo a influenciar a literatura, as artes e o comportamento social da época.
Na literatura brasileira, o arcadismo teve por base, as linhas gerais da Arcádia Romana, que por sua vez se utilizava os seguintes princípios: simplicidade, mas nobreza na linguagem; imitação da natureza, estilizando-a; retratando através de motivos bucólicos, claros e simples um vocabulário e situações de caráter comum e habitual, o que de modo geral, não foi inovador, pois o bucolismo já era bem utilizado nas outras literaturas setecentistas e, a imitação da natureza era apresentada, quase sempre, da mesma forma na maior parte dos textos, sem nenhuma visão nova do ambiente, ou seja uma representação monótona, o mesmo acontece com a simplicidade característica da poesia arcaica.
Entretanto, o arcadismo foi capaz de se manifestar (não na mesma intensidade que ocorreu na Europa) com “um franco desejo de renovação da vida, renovação do homem e coerente renovação da arte (...)”, procurando afirmar que o homem perfeito (cada um no seu modo de vida) era o homem em seu estado natural, de ideias claras e simples, com princípios éticos naturais e sentimentalmente portador de um coração puro e ingênuo. Estas características forma representadas em algumas personagens muito conhecidas da literatura brasileira, como Dirceu e Marília, idealizados por Gonzaga; Alcino e Glaura, idealizados por Silva Alvarenga; Diogo Álvares correia, de Caramuru; entre outros.
As influências arcaicas não estavam somente na literatura nacional, mas também nas técnicas artísticas, principalmente no que diz respeito a pintura. Devido ao contexto social e político da época, a pintura passou a ser uma forma de retratar estes acontecimentos, principalmente os conflitos de tendência natural, como a decadência da mineração, a Inconfidência Mineira (movimento de grande repercussão da época, ao qual tornou conhecidos nomes como Tomás Antônio Gonzaga e Cláudio Manuel da Costa) e a mudança do centro econômico e político do Nordeste (Pernambuco e Bahia) para o Sudeste (Minas Gerais e Rio de Janeiro), de modo em que a arte passou a valorizar não somente a questão dos conflitos políticos, mas a inserção das paisagens, o contexto histórico do Brasil Colônia, o nacionalismo e, por que não, o naturalismo, já com um pensamento pré-romântico. Assim, predominando os traços simples e claros nas imagens, procurando de certo modo a perfeição das coisas retratadas.
Contudo, o estilo antibarroco teve uma grande participação na história nacional no que diz respeito às manifestações literárias e artísticas, principalmente na poesia e na pintura, permitindo que o que era apresentado fosse de clara compreensão de todos, mesmo que as representações fossem um tanto ilusórias com relação ao real.

## Regionalismo
Em uma determinada área geográfica é possível reconhecer diversas peculiaridades dentro seu âmbito cultural, social e histórico. Características que são estritamente locais, que dão univocidade àquele local, seu povo e seus costumes é chamado de regionalismo. O dialeto, por exemplo, é um ponto forte de regionalismo, assim como a música, a literatura, a culinária, o teatro, o folclore, as vestimentas e tudo o que reflete o momento histórico e a realidade social de uma região.
No Brasil, o regionalismo se dá de forma muito ampla, pois sofre-se influências de muitos povos devido à miscigenação que há no país desde o momento da colonização. Os brasileiros são compostos por diversas culturas e descendentes de europeus, negros e índios, onde estes últimos eram os únicos nativos do país.
Na literatura brasileira, o regionalismo permaneceu de meados do século XIX ao final do século XX, trazendo "a tensão entre idílio e realismo, entre nação e região, oralidade e letra, campo e cidade, entre a visão nostálgica do passado e a denúncia das misérias do presente". Muitos foram os autores que trabalharam com o regionalismo brasileiro, como por exemplo, Afonso Arinos com sua obra "De Volta ao Sertão"; seu grande discípulo Bilac com "O Caçador de Esmeraldas"; José de Alencar com "O sertanejo" e "O Gaúcho"; Valdomiro Silveira com "Os caboclos"; e outros como Monteiro Lobato, Coelho Neto, Simões Lopes Neto, Sílvio Romero, Euclides da Cunha, Graciliano Ramos e Ruy Barbosa. Intencionalmente, na maioria das obras de caráter regionalista, era destacado o sertão do Brasil, o Nordeste, o folclore e o latifúndio.
Outro ponto forte de regionalismo no Brasil é a música. Construída inicialmente entre mesclas de instrumentos indígenas, canções tribais, ritmos africanos trazidos pelos negros, e pelos sons eruditos e religiosos, característicos da colonização Portuguesa. A Música Popular Brasileira (MPB) é o nome generalizado para a música nacional brasileira. Dentro da MPB encontra-se diversos ritmos de diversas regiões do país, como a Moda, o Chorinho, as marchinhas de carnaval, a Ciranda, o Samba, o Pagode e a Bossa Nova. Posteriormente, em meados dos anos 70, na explosão do rock'n'roll e dos movimentos revolucionários surge também o rock nacional.

## Modernismo
A Semana de Arte Moderna (1922) é considerada o marco inicial do Modernismo brasileiro.
A Semana ocorreu entre 13 e 18 de fevereiro de 1922, no Teatro Municipal de São Paulo, com participação de artistas de São Paulo e do Rio de Janeiro. O evento contou com a apresentação de conferências, leitura de poemas, dança e música. O Grupo dos Cinco, integrado pelas pintoras Tarsila do Amaral e Anita Malfatti e pelos escritores Mário de Andrade, Oswald de Andrade e Menotti Del Picchia, liderou o movimento que contou com a participação de dezenas de intelectuais e artistas, como Manuel Bandeira, Di Cavalcanti, Graça Aranha, Guilherme de Almeida, entre muitos outros.
Os modernistas ridicularizavam o parnasianismo, movimento artístico em voga na época que cultivava uma poesia formal. Propunham uma renovação radical na linguagem e nos formatos, marcando a ruptura definitiva com a arte tradicional. Cansados da mesmice na arte brasileira e empolgados com inovações que conheceram em suas viagens à Europa, os artistas romperam as regras preestabelecidas na cultura.
Na Semana de Arte Moderna foram apresentados quadros, obras literárias e recitais inspirados em técnicas da vanguarda europeia, como o dadaísmo, o futurismo, o expressionismo e o surrealismo, misturados a temas brasileiros.
Os participantes da Semana de 1922 causaram enorme polêmica na época. Sua influência sobre as artes atravessou todo o século XX e pode ser entendida até hoje.

## Pós-modernismo
Com o fim da segunda guerra mundial e a derrota do nazi-fascismo, mas com o mundo chocado pelo horror atômico, assistiu-se à composição de uma nova ordem mundial, com a divisão da Alemanha, a criação das Nações Unidas (ONU), a oposição entre socialistas e capitalistas que traziam a Guerra Fria.
No Brasil, os ventos de democratização retiram Getúlio Vargas da presidência depois de 15 anos de Estado Novo. Criou-se um nova Constituição e os partidos foram liberados, no entanto em 1947 o Brasil aliou-se aos EUA e o PCB foi proibido.
Na poesia de 1945, a principal marca foi a pesquisa formal ou estética. Criando assim o poema concreto, o poema objeto, etc. Surgindo assim os seguintes gêneros e comportamentos complementares:
- a crônica se impõe, atingindo grau de expressão;
- a crítica literária difunde e se renova, alcançando influência antes desconhecida;
- definição dos estudos literários de tipo universitário.

Os escritores que apareceram nesta fase são conhecidos como os da "geração de 1945".

## Tropicalismo
O Tropicalismo foi um movimento de ruptura que sacudiu o ambiente da música popular e da cultura brasileira entre 1967 e 1968. Seus participantes formaram um grande coletivo, cujo destaques foram os cantores-compositores Caetano Veloso e Gilberto Gil, além das participações da cantora Gal Costa e do cantor-compositor Tom Zé, da banda Mutantes, e do maestro Rogério Duprat. A cantora Nara Leão e os letristas José Carlos Capinan e Torquato Neto completaram o grupo, que teve também o artista gráfico, compositor e poeta Rogério Duarte como um de seus principais mentores intelectuais.
Os tropicalistas deram um histórico passo à frente no meio musical brasileiro. A música brasileira pós-Bossa Nova e a definição da “qualidade musical” no País estavam cada vez mais dominadas pelas posições tradicionais ou nacionalistas de movimentos ligados à esquerda. Contra essas tendências, o grupo baiano e seus colaboradores procuram universalizar a linguagem da MPB, incorporando elementos da cultura jovem mundial, como o rock, a psicodelia e a guitarra elétrica.